# Арисага, Оскар
Оскар Хильберто Арисага (исп. Óscar Gilberto Arizaga; 20 августа 1957, Перу — 26 июня 2023, Кальяо) — перуанский футболист, полузащитник.

## Биография

### Клубная карьера
Во взрослом футболе дебютировал в 1975 году в клубе «Атлетико Аякучо», где провёл следующие три сезона своей игровой карьеры, после чего перешёл в «Атлетико Чалако».
В 1983 году стал выступать за команду клуба «Депортиво Мунсипаль», где и завершил карьеру футболиста уже в следующем сезоне.

### Карьера в сборной
18 июля 1980 года провёл свой единственный матч в составе национальной сборной Перу против команды Уругвая.
В составе сборной был на чемпионате мира 1982 года в Испании, но на поле ни разу не выходил.

### Смерть
Скончался 26 июня 2023 года в Кальяо, Перу, в возрасте 65 лет.